# Dear Santa – Teuflische Weihnachten
Dear Santa – Teuflische Weihnachten ist ein US-amerikanischer Spielfilm aus dem Jahr 2024 mit Jack Black, der unter der Regie von Bobby Farrelly nach einem Drehbuch von Peter Farrelly und Ricky Blitt entstand. Die Weihnachtskomödie wurde in den USA am 25. November 2024 auf Paramount+ veröffentlicht und in Deutschland am 18. Dezember 2024.

## Handlung
Liam Turner ist ein Legastheniker, in der Schule wird er deswegen gemobbt. Lediglich seine Schulkollegin Emma, für die er schwärmt, verteidigt ihn vor den anderen Mitschülern. Seine Zeit verbringt Liam mit seinem besten Freund Gibby. Seine Eltern Bill und Molly haben Eheprobleme und streiten sich immer wieder. Auch wenn er die Chancen, dass es wirklich einen Weihnachtsmann gibt, für äußert geringt hält, so schreibt er vor Weihnachten einen Brief an Santa, auch weil er glaubt, damit seine Mutter Molly glücklich zu machen.
Allerdings unterläuft ihm dabei ein Fehler und der Brief wird anstatt an Santa an Satan, den Teufel, adressiert. Der fühlt sich geschmeichelt, weil er normalerweise keine Fanpost erhält und taucht bald darauf in Liams Zimmer auf, ohne sich vorzustellen. Liam ist von seinem Aussehen irritiert, glaubt aber weiterhin, dass es sich um den Weihnachtsmann handelt. 
Der Teufel gewährt Liam drei Wünsche. Als Erstes wünscht sich Liam, dass ihm Emma eine Chance gibt. Am nächsten Tag lädt er nach Ermutigung von Satan Emma zu einem Konzert von Post Malone ein, für das Satan die Karten besorgt. Gibby weist Liam auf seinen Fehler in der Briefanschrift hin, worauf Liam versucht, aus seinem Vertrag mit dem Teufel auszusteigen. Der lehnt allerdings ab und möchte, dass Liam seine zwei verbleibenden Wünsche einlöst, nach deren Erfüllung er als Gegenleistung Liams Seele erhalten soll. 
Zuhause lernt Liam den Kinderpsychologen Dr. Finkleman kennen, nachdem sich seine Eltern zunehmend Sorgen um ihn machen. Die Sitzung wird von Gibby und Satan unterbrochen, die Liam zum Konzert bringen. Mit Hilfe von Satan wird Liam auf die Bühne gerufen, der später Emma auf die Bühne holt und die ihm einen Kuss auf die Wange gibt. Gibby fühlt sich ausgeschlossen, ist enttäuscht und gibt seinem Überbiss die Schuld daran, dass er keine Chance bei einem Mädchen hat. Liam nutzt daraufhin seinen zweiten Wunsch, um Gibbys Überbiss zu korrigieren.
Nach einem neuerlichen Streit zwischen seinen Eltern befürchtet Liam, dass sie sich trennen und bittet daher Satan, um die Erfüllung seines dritten Wunsches, dass seine Eltern zusammenbleiben sollen. Satan ist einverstanden und erklärt, dass er Liams Seele aber erst am Ende seines Lebens holen werde. Zwischen Bill und Molly kommt es zu einer Aussöhnung, nachdem sie sich zuvor eine Mitschuld am Unfalltod ihres Sohnes Spencer gegeben hatten. Der Teufel rät Liam, sich nicht mehr von anderen tyrannisieren zu lassen, Liam beginnt daraufhin, zu anderen weniger nett und höflich zu sein, worauf Emma von ihm enttäuscht ist.
In der Hölle wird Satan von seinem Meister dafür bestraft, dass er Liam zwei selbstlose Wünsche erfüllt hat, wodurch der Deal für seine Seele ungültig wurde. Satan besucht Liam und erzählt ihm von der Absage des Deals. Außerdem erklärt er, dass sein dritter Wunsch ungültig ist, weil seine Eltern sich zu diesem Zeitpunkt bereits versöhnt hatten, sodass Liam noch einen Wunsch frei hat. Am Weihnachtstag erfüllt sich Liams letzter Wunsch und sein Bruder ist wieder am Leben. Allerdings berichtet Gibby Liam, dass er Emma überzeugt hat, ihm noch eine Chance zu geben, indem er an ihr Mitgefühl appelliert und ihr von Spencers Tod erzählt hat.

## Besetzung und Synchronisation
Die deutschsprachige Synchronisation übernahm die Iyuno Germany. Dialogregie führte Bernhard Völger, das Dialogbuch schrieb Ari Rashidi.
| Rolle          | Darsteller           | Synchronsprecher  |
| -------------- | -------------------- | ----------------- |
| Satan          | Jack Black           | Tobias Meister    |
| Bill Turner    | Hayes MacArthur      | Nicolas Böll      |
| Dr. Finkleman  | Keegan-Michael Key   | Florian Halm      |
| Emma           | Kai Cech             | Hedwig Krämer     |
| Gibby          | Jaden Carson Baker   | Pepe Vielhaben    |
| Grenzwächterin | Cate Freedman        | Jenny Maria Meyer |
| Liam Turner    | Robert Timothy Smith | Cyril Baudier     |
| Molly Turner   | Brianne Howey        | Lydia Morgenstern |
| Mr. Charles    | P.J. Byrne           | Tobias Nath       |
| Post Malone    | Post Malone          | Tim Sander        |
| Spencer        | Leo Easton Kelly     | Theodor Brandhoff |
| Technikerin    | Lindsay Rootare      | Victoria Frenz    |
| Lucifer        | Ben Stiller          | Johannes Berenz   |

Funfact: der Bandkollege von Jack Black (Band: Tenacious D) "Kyle Gass" hat eine Minirolle als Biologielehrer.

## Produktion und Veröffentlichung
Der Film wurde von Paramount Pictures, den Farrelly Brothers und Kraymation Films produziert, Produzenten waren Bobby Farrelly, Peter Farrelly und Jeremy Kramer. Dreharbeiten fanden im März 2023 in Decatur und Atlanta im US-Bundesstaat Georgia statt.
Die Kamera führte C. Kim Miles, die Musik schrieb Rupert Gregson-Williams, die Montage verantwortete Julie Garcés. Das Szenenbild gestaltete Tim Galvin und das Kostümbild Bao Tranchi.
2012 erwarb 20th Century Fox für Conundrum Entertainment die Rechte am Skript von Dan Ewen. Die Farrelly-Brüder und Jack Black arbeiteten zuvor für Schwer verliebt (2001) zusammen. Mit dem philippinischen Film Dear Santa sollte im September 2024 ein weiterer Film unter diesem Titel veröffentlicht werden, allerdings wurde dort ein Kinostart verboten.
Auf Paramount+ wurde der Film in den USA am 25. November 2024 veröffentlicht und in Deutschland am 18. Dezember 2024.

## Rezeption
Christoph Petersen vergab auf Filmstarts.de zwei von fünf Sternen. Die Ausgangsidee sei brillant, allerdings sei das unausgewogene Drehbuch tonal wie erzählerisch unfokussiert, daher verliere das Geschehen schnell an Reiz. So überzeuge der Film am Ende weder als bissige Anti-Weihnachtskomödie noch als süßlicher Weihnachtsfilm.
derwatchdog.de bewertete den Film mit 3,5 von 5 Sternen und meinte, dass dieser eine gelungene Abwechslung mit diabolischem Twist biete. Humoristisch irgendwo zwischen Bad Santa und Good Boys angesiedelt, entwickele dieser schnell eine wunderbare Dynamik zwischen Robert Timothy Smith und Jack Black.
Christian Klosz (65 von 100 Sternen) urteilte auf filmpluskritik.com, dass die Produktion trotz mancher Schwächen insgesamt ein kreativ erdachter, witziger und kurzweiliger Beitrag zum Genre der Weihnachts-Komödien für Jung und Alt sei.
Oliver Armknecht (4 von 10 Punkte) meinte auf film-rezensionen.de, dass das Szenario originell sei. Allerdings komme trotz des versammelten Talents am Ende zu wenig dabei heraus, weil die Witze zu schwach seien und die Komödie sich nicht wirklich entscheiden könne, was sie sein will.

## Auszeichnungen und Nominierungen
Goldene Himbeere 2025
- Nominierung in der Kategorie Schlechtester Schauspieler (Jack Black)[15]